# 拉格兰胡埃拉
拉格兰胡埃拉，是西班牙安达卢西亚自治区科尔多瓦省的一个市镇。总面积56平方公里，总人口510人（2001年），人口密度9人/平方公里。